# Déterminant de Dieudonné
En algèbre linéaire, le déterminant de Dieudonné est une généralisation du déterminant aux corps gauches et plus généralement aux anneaux locaux non nécessairement commutatifs.

## Définition
Soient R un anneau local (non nécessairement commutatif) et (R×)ab l'abélianisé du groupe R× de ses éléments inversibles (c'est le groupe quotient de R× par son groupe dérivé [R×, R×]). Notons θ le morphisme canonique de R× sur (R×)ab. Pour tout entier n ≥ 1, il existe un unique application det : GLn(R) → (R×)ab, appelée déterminant, telle que :
- le déterminant est invariant par toute opération élémentaire sur les lignes consistant à ajouter à une ligne un multiple à gauche d'une autre ligne ;
- le déterminant de la matrice identité est l'élément neutre 1 ;
- si une ligne est multipliée à gauche par un élément inversible a alors le déterminant est multiplié à gauche par l'image de a dans (R×)ab.

## Exemples
Soit {\displaystyle A={\begin{pmatrix}a&b\\c&d\end{pmatrix}}\in \operatorname {GL} _{n}(R)}. Alors chaque ligne et chaque colonne contient au moins un élément inversible. Supposons par exemple que {\displaystyle a\in R^{\times }}. Alors,
{\displaystyle {\begin{aligned}\det A&={\overline {a}}\det {\begin{pmatrix}1&a^{-1}b\\c&d\end{pmatrix}}={\overline {a}}\det {\begin{pmatrix}1&a^{-1}b\\c-c\times 1&d-c\times a^{-1}b\end{pmatrix}}={\overline {a}}{\overline {\left(d-ca^{-1}b\right)}}\det {\begin{pmatrix}1&a^{-1}b\\0&1\end{pmatrix}}\\&={\overline {a\left(d-ca^{-1}b\right)}}\det {\begin{pmatrix}1-a^{-1}b\times 0&a^{-1}b-a^{-1}b\times 1\\0&1\end{pmatrix}}={\overline {a\left(d-ca^{-1}b\right)}}\det \mathrm {I} _{2}\\&={\overline {a\left(d-ca^{-1}b\right)}}.\end{aligned}}}
De même, si {\displaystyle c\in R^{\times }} alors
{\displaystyle \det A={\overline {c\left(ac^{-1}d-b\right)}}}.
Plus concrètement, soit R = ℍ, le corps des quaternions. (ℍ×)ab = ℝ+*. Pour
{\displaystyle A={\begin{pmatrix}1&\mathrm {i} \\\mathrm {j} &\mathrm {k} \end{pmatrix}}\quad {\text{et}}\quad A^{\mathrm {t} }={\begin{pmatrix}1&\mathrm {j} \\\mathrm {i} &\mathrm {k} \end{pmatrix}}},
les deux formules ci-dessus s'appliquent, donnant bien entendu le même résultat :
{\displaystyle \det A=\|1\left(\mathrm {k} -\mathrm {j} \mathrm {i} \right)\|=\|\mathrm {j} \left(-\mathrm {j} \mathrm {k} -\mathrm {i} \right)\|=\|2\mathrm {k} \|=2} et
{\displaystyle \det A^{\mathrm {t} }=\|1\left(\mathrm {k} -\mathrm {i} \mathrm {j} \right)\|=\|\mathrm {i} \left(-\mathrm {i} \mathrm {k} -\mathrm {j} \right)\|=\|0\|=0}.

## Propriétés
- Cette application est un morphisme de groupes.
- Quand on intervertit deux lignes, le déterminant est multiplié par –1.
- Si R est commutatif, le déterminant est invariant par transposition[3].